# Vila Nova de Santo André
Vila Nova de Santo André este un oraș în Santiago do Cacém, Portugalia.